# Simon Sinek
Simon Oliver Sinek (n. 9 octombrie 1973, Greater London, Anglia, Regatul Unit) este un autor și speaker motivațional de origine engleză, stabilit în America, specializat în leadershipul în afaceri. Cărțile sale includ Începe cu de ce (2009) și Jocul Infinit (2019).

## Tinerețe și educație
Sinek s-a născut la Wimbledon . Mama lui este evreică și de origine evreiască maghiară.  În copilărie, a trăit în Johannesburg, Londra și Hong Kong înainte ca familia sa să se stabilească în Statele Unite. A absolvit liceul în 1991 la Northern Valley Regional High School la Demarest din Bergen County, New Jersey  și apoi a studiat la Brandeis University apoi dreptul la City, University of London . 

## Carieră

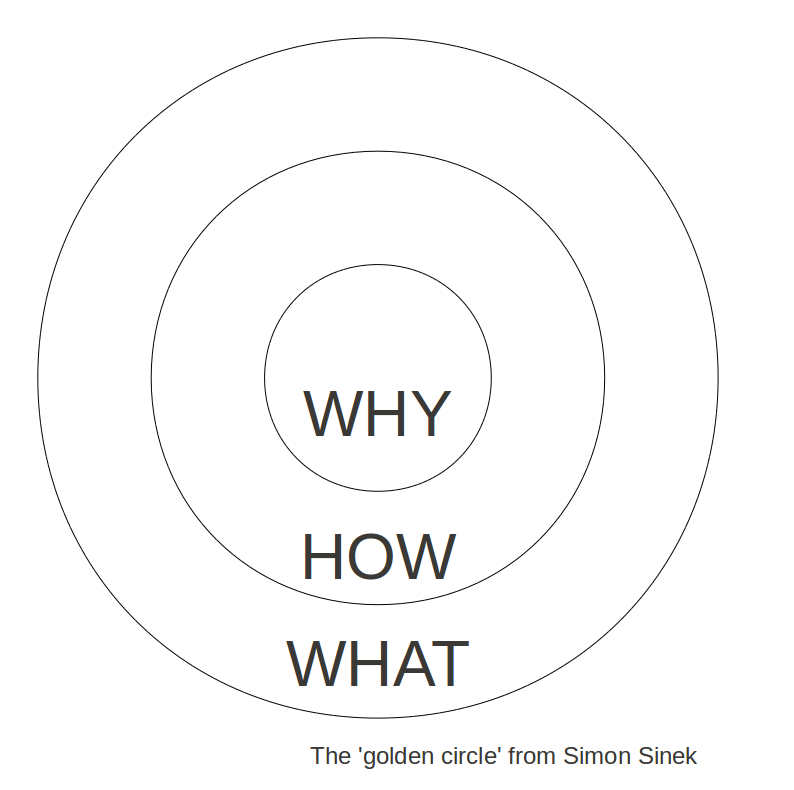
„Cercul de aur” din Sinek’s Start with Why, o perspectivă asupra influenței liderilor și organizațiilor de succes

Simon Sinek și început cariera la agențiile de publicitate din New York Euro RSCG și Ogilvy &amp; Mather, apoi și-a lansat propria afacere, Sinek Partners. 
În calitate de vorbitor motivațional, Sinek a vorbit la Summitul liderilor ONU Global Compact în 2016,  și la conferințe TEDx de mai multe ori, începând cu 2009.  „How Great Leaders Inspire Action” din 2010, apărută din prima sa carte, Start with Why, este una dintre cele mai vizionate discuții TED,    și următoarea sa carte, Leaders Eat Last, au apărut. pe listele cu bestselleruri ale Wall Street Journal și The New York Times . 
Sinek a speculat într-un videoclip din 2018 foarte vizionat că lipsa de ambiție sau succes percepută de generația milenială este rezultatul unei educații proaste și al creșterii dispozitivelor cu tehnologie mobilă digitală. 
În iunie 2018, The Young Turks a raportat un contract fără licitație de 98.000 USD de la US Imigration and Customs Enforcement pentru formarea în conducere de către Sinek,  care a fost oferit de Ernst & Young .  Sinek a fost, de asemenea, un instructor de comunicații strategice la Universitatea Columbia  și un membru adjunct al personalului RAND Corporation . 
În noiembrie 2018, Publishers Weekly a raportat că Sinek va lansa Optimism Press, o nouă amprentă a Penguin Random House .  Ulterior, a lansat The Optimism Company, o platformă digitală de învățare. 

## Publicații
- Începeți cu De ce: Cât de mari lideri îi inspiră pe toți să ia măsuri . New York: Portofoliu/Penguin, 2009.[17] [9]
- Liderii mănâncă ultimul: de ce unele echipe se unesc și altele nu . New York: Portofoliu/Penguin, 2014.ISBN: 978-1591845324ISBN 978-1591845324 . [9]
- Împreună este mai bine: O mică carte de inspirație . New York: Portofoliu/Penguin, 2016.ISBN: 978-1591847854ISBN 978-1591847854 .
- Găsește-ți de ce: un ghid practic pentru descoperirea scopului pentru tine și echipa ta . New York: Portofoliu/Penguin, 2017.ISBN: 9781101992982ISBN 9781101992982 . [18]
- Jocul Infinit . New York: Portofoliu/Penguin, 2019.ISBN: 9780735213500ISBN 9780735213500 . [9]